# Veseli pivec (Frans Hals)
Veseli pivec je slika olje na platnu nizozemskega umetnika Fransa Halsa iz ok. 1628–1630. Slika ima dimenzije 81 × 66,5 centimetra. Je v zbirki Rijksmuseuma v Amsterdamu.
Halsov edinstveni slikarski slog je rezultat nanosa barve in uporabe ohlapnih potez s čopičem. Sliko je bilo težko razvrstiti, o tem, ali gre za žanrsko delo ali portret, pa je bilo veliko razprav. Je eden najbolj priljubljenih del Rijksmuseuma zaradi svoje izvirnosti in odkritosti, ki odraža energijo nizozemske zlate dobe.

## Analiza
Slika prikazuje moškega, ki nosi usnjen suknjič, čipkast ovratnik in manšete ter klobuk, nagnjen pod kotom. Z desnico gestikulira, v levi roki pa drži kozarec belega vina. Zdi se, da je ujet v trenutku razprave z gledalcem.

## Slog
Ležeren izraz na njegovem obrazu in trenutni občutek slike spominjata na (in predhodnika) impresionizma. Šrafura je edinstvena značilnost slike, ki jo Hals zmerno uporablja. Uporabil je tudi konec svojega čopiča za ustvarjanje oblik v mokri barvi. Hals je delal hitro, vendar je s svojo barvo delal v plasteh. To je pomenilo, da je moral počakati, da se ena plast posuši, preden je na vrh nanesel drugo. Najprej je uporabil plast svetle barve, da je premazal svoje platno. Te osnovne plasti ali podlage so lahko bele, oker, rjave ali sive. To je ustvarilo bolj zapletene barvne odtenke, kot bi jih navadna bela podlaga. Njegove poteze so nepravilne, od tankih do debelih s krožnimi oblikami in hitrimi poševnimi črtami, ki so bolj opazne in dajejo občutek gibanja.
Hals je raje uporabljal cenovno dostopne materiale, ki jih je bilo enostavno dobiti, namesto težje dostopnih in dražjih materialov, kot sta lapis lazuli in zlati lističi. Bolj je bil osredotočen na to, kako so izgledale njegove slike, manj pa na to, kaj je uporabil za njihovo sestavljanje. Večina njegovih žanrskih in portretnih slik je narejenih pred navadnimi ozadji brez drugih elementov (dreves, rož, sadja itd.), so zmerne velikosti in redko prikazujejo postavo v polni dolžini.

## Predmet
Čeprav jo pogosto imenujejo žanrsko delo, je sliko težko uvrstiti. Obstaja umetnostnozgodovinska razprava o tem, ali je to portret ali žanrski prizor. V starih nizozemskih inventarjih se tema veselega pivca ali veselega pijanca pogosto pojavlja in to verjetno ni bil portret, ampak mišljeno kot žanrsko delo. Klasifikacija slike kot žanrskega dela izhaja od nizozemskega zbiralca umetnin in zgodovinarja Cornelisa Hofstedeja de Groota, ki je leta 1910 posodobil analitični katalog Johna Smitha. Britanska umetnostna zgodovinarja Hugh Honor in John Fleming trdita, da je slika alegorija okusa, ki poudarja užitek pitja. Predlagano je bilo celo, da bi slika lahko bila portret haarlemskega gostilničarja Hendricka den Abta, ki je imel v lasti nekaj Halsovih del. Medalja na sliki bi lahko pokazala na identiteto veselega pivca, vendar je to težko določiti zaradi impresionističnega sloga, v katerem ga je naslikal Hals. Hofstede de Groot je trdil, da je na medaljonu podoba Mauricea, princa Oranškega. Ker je vljudna družba zahtevala, da se smeh v javnosti prikrije, so portreti, ki prikazujejo smeh in zobe v tem času, redko vidni, zato je mogoče trditi, da je to žanrska slika in ne portret.

## Zgodovinski kontekst
Slika je bila dokončana približno dvajset let pred koncem osemdesetletne vojne (ali nizozemskega upora), nizozemska neodvisnost pa se je vse bolj odražala v umetnosti. Medaljon, ki ga nosi pivec, naj bi bil Maurice, princ Oranski, ki je organiziral nizozemski upor proti Španiji in pridobil občudovanje med Nizozemci zaradi svojih uspešnih vojaških strategij. Upor ni prinesel le verske tolerance, ampak tudi razvoj odprtega umetniškega trga, ki ga je poganjal hitro rastoči srednji razred, trgovina, in na koncu oblikoval nizozemsko zlato dobo. Protestantizem in kalvinizem sta prehitela katolicizem na nizozemskem severu, kar je pomenilo, da so namesto katoliških mecenov, ki so naročali umetnine za svoje cerkve, zdaj zasebniki pridobivali umetnine za svoje domove, da bi pokazali svoje novo bogastvo. Začele so se pojavljati posebne podzvrsti slikarstva, ena od njih so bili krčmarski prizori, kot je Veseli pivec, zelo priljubljeni pa so postali tudi portreti; Hals jih je naslikal veliko. Slike, kot so te, kažejo odmik od verskih in političnih tem katoliške cerkve in odražajo svobodo nizozemske neodvisnosti.
Hals na svojih slikah ni bil posebej simboličen, vendar Veseli pivec prikazuje nekaj figurativnih upodobitev. Veseli pivec je bil zelo všečen zaradi navidezno impulzivnega okolja in naravnosti. Odseval je energijo v novoustanovljeni Nizozemski republiki in je bil posledično odraz nove nizozemske kulture: »individualnost, neodvisnost, naravnost, poštenost in vzkipljivost.« Ponazarja simbol Nizozemske kot svobodne države. Navdušenje in užitek Halsovega Veselega pivca razkrivata moč in vznemirjenost novoustanovljene neodvisne republike Nizozemske. Pivčeva lepa oblačila kažejo na njegov status in ga ločujejo od drugih slik tega obdobja. Zlate barve, ki sestavljajo njegova oblačila, so sklicevanje na nizozemsko zlato dobo. Kot je tipično za sodobne Halsove slike, Veseli pivec gleda neposredno v gledalce, kot da se z njimi pogovarja.
Slika je bila odraz resničnega življenja. Slike, kot so te, so pripomogle k temu, da so priložnostni prizori in portreti postali zaželeni in so lahko izzvali podobno reakcijo pri tistih, ki so si jih ogledali. Nizozemci so obračali pozornost stran od resnih slik in razvijali prednost bolj igrivim slikam. Namesto da bi Hals prikazoval pitje kot moralno opozorilo, prikazuje užitke, povezane z njim, kot je bilo priljubljeno v drugih oblikah umetnosti nizozemske zlate dobe, kot so pesmi in satire Gerbranda Bredera. Slike, kot je Veseli pivec, so vplivale na okus javnosti za umetnost tistega časa.

## Vpliv
Najzgodnejši znani zapis o sliki je naredil Lord Dover leta 1822, Anglež, ki je obiskal novoustanovljeni Rijksmuseum. V svojem katalogu je Dover opisal Halsov slikarski slog kot 'nedokončan', vendar je občudoval izraz obraza Veselega pivca. Leta 1868 je francoski novinar in umetnostni kritik Théophile Thoré-Bürger obnovil zanimanje javnosti za Halsa, potem ko je zapisal, da so bile na videz »nedokončane« poteze s čopičem v resnici premišljene in da se je položaj slike hitro spremenil. Ti občudovalci Halsovega dela iz 19. stoletja so v njem videli delček življenja, ki je bilo izvirno in vznemirljivo. Veseli pivec ostaja ena najbolj obiskanih slik Rijksmuseuma.

## Izvor
Sliko je kupil Rijksmuseum leta 1816 od baronice Hermine Jacobe van Leyden van Warmond, rojene grofice de Thoms (1790-1814).
Imenuje se tudi kot Gardist z berkemajerjem in Civilni gardist z berkemajerjem.
Slika je bila restavrirana leta 1971, da bi odstranili razbarvani lak. Po zaključku restavriranja so restavratorji ugotovili večjo razliko med navidezno monokromatskimi barvami. Sivo ozadje zdaj še bolj izstopa na pordeli koži in zlatih oblačilih pivca, kot je Hals prvotno nameraval.